# Huriella
Huriella is een geslacht van korstmossen dat behoort tot de orde Lecanorales van de ascomyceten. De typesoort is Huriella loekoesiana.

## Soorten
Volgens Index Fungorum telt het geslacht zes soorten (peildatum oktober 2021):
| Soortnaam            | Auteur(s)                                   | Publicatiejaar |
| -------------------- | ------------------------------------------- | -------------- |
| Huriella falkusii    | Wilk                                        | 2020           |
| Huriella flakusii    | Wilk                                        | 2020           |
| Huriella loekoesiana | S.Y. Kondr. & Upreti                        | 2017           |
| Huriella pohangensis | S.Y. Kondr., Lőkös & Hur                    | 2018           |
| Huriella salyangiana | S.Y. Kondr. & Hur                           | 2018           |
| Huriella upretiana   | S.Y. Kondr., G.K. Mishra, Nayaka & A. Thell | 2020           |